# Brønnøy
Brønnøy là một đô thị ở hạt Nordland, Na Uy. 

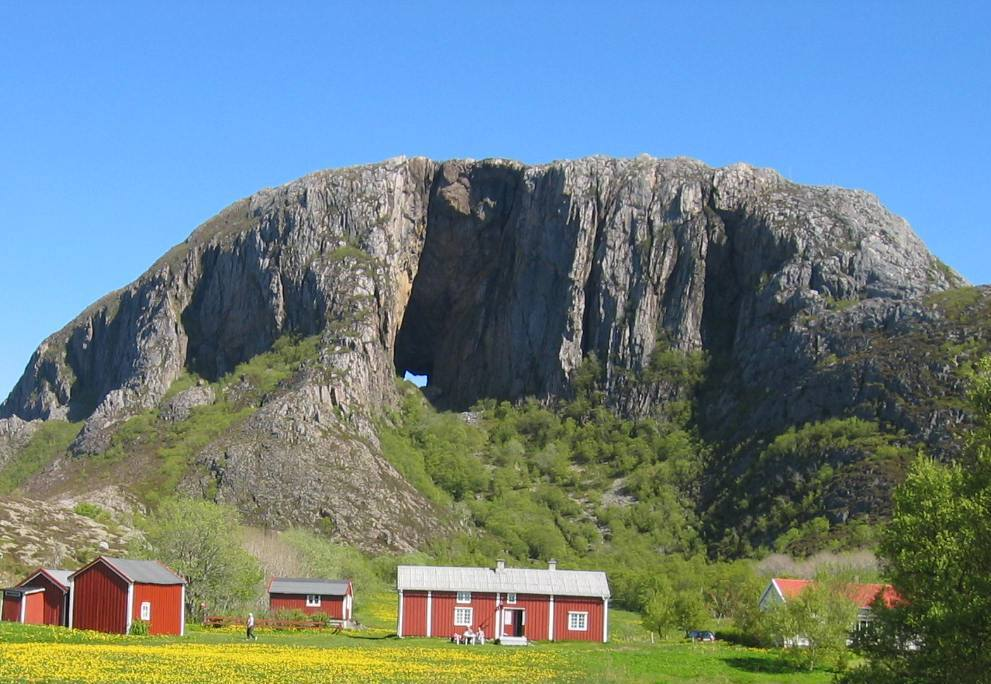
Torghatten nhìn từ phía nam

Brønnøy được lập làm đô thị ngày 1/1/1838 (xem formannskapsdistrikt). Ba đô thị khác sau này được tách khỏi đô thị này là: Velfjord (1875), Sømna (1901) và Brønnøysund (1923). Cả ba đô thị này đã được sáp nhập vào Brønnøy ngày 1/1/1964 - nhưng Sømna đã được tách khỏi Brønnøy ngày 1/1/1977. Đô thị này có diện tích 996 km2, dân số năm 2004 là 7565 người.
1. ↑  “Personnemningar til stadnamn i Noreg” (bằng tiếng Na Uy). Språkrådet.